# GWAR
GWAR — шок-рок-группа из США, выступающая в костюмах монстров. Все участники носят псевдонимы.
Стиль музыки GWAR можно отнести к трэш-метал с сильным влиянием хардкора (так называемый кроссовер-трэш). Тексты GWAR посвящены ужасам, насилию, пародируют штампы метала и содержат нецензурную лексику.

## История
Группу основали в 1984 году, гитарист Дэйв Броки и его однокурсники по Вирджинскому университету, с которыми он снимал любительские фильмы ужасов. Название группы — это вопль ярости, изначально оно писалось как «GWAAAARGH!!!», но потом сократилось для удобства. Все музыканты взяли псевдонимы и начали выступать исключительно в масках из латекса и костюмах.
Дебютный альбом Hell-O вышел в 1988 году. Он был записан в ужасном качестве и не впечатлил публику. Настоящий успех к GWAR пришёл со вторым альбомом Scumdogs of the Universe (Отбросы Вселенной), выпущенным на крупном лейбле Metal Blade Records.
Состав группы за десятилетия сильно поменялся. Из основателей в ней остался только вокалист Дэйв Броки, он же Одерус Юрангус. В дискографии GWAR на данный момент одиннадцать альбомов. Несколько раз GWAR номинировались на «Грэмми», но всякий раз проигрывали более популярным группам.
3 ноября 2011 года умер гитарист Кори Смут, он же Флаттус Максимус. Причина смерти — тромбоз коронарной артерии. 9 ноября на концерте в Портленде в честь умершего гитариста участники GWAR на время сняли свои сценические костюмы.
23 марта 2014 года умер лидер группы Дэйв Броки (Одерус Юрангус). Несмотря на его смерть, участники группы заявляли что GWAR никогда не распадется. 19 мая 2014 года место вокалиста занял бывший бас-гитарист Майкл Бишоп, взяв себе новое имя Блозар и новый костюм.

## Концепция

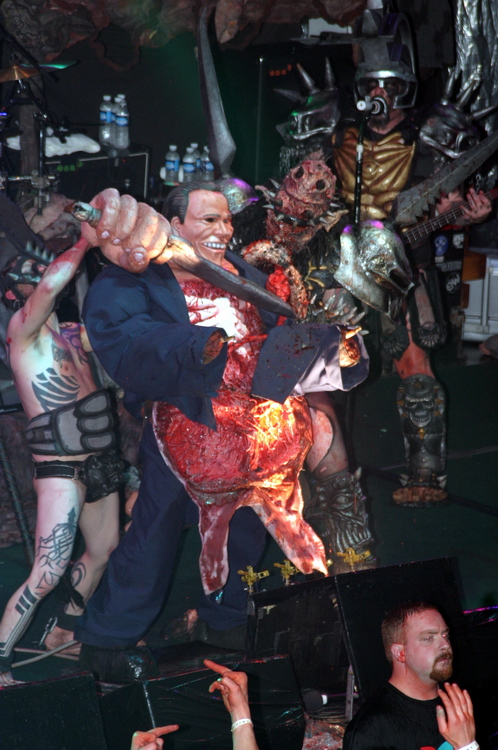
GWAR расчленяют Джорджа Буша-мл.

Броки и его коллеги придумали легенду в духе ужасов Лавкрафта, по которой участники GWAR — настоящие древние монстры, прибывшие из космоса. В каждом альбоме они атакуют Землю, разрушают Америку и другие страны. В текстах, наряду с ироническими ужасами, иногда высказывается презрение к политикам и обществу.
На сцене GWAR выступают только в масках и костюмах монстров, с оружием в руках и в декорациях в духе трэш-ужастиков. На каждом концерте GWAR «убивают» чучела политиков, поп-звёзд и других знаменитостей, при этом используется много литров бутафорской крови.
В отличие от похожей по концепции группы Lordi, состав монстров в GWAR фиксированный и связан с сюжетами альбомов. Даже при смене составов новые участники должны брать старые имена и старые маски, чтобы поддерживать концепцию. Помимо музыкантов, в представлениях участвует множество статистов в костюмах, некоторые из них также играют постоянных персонажей. Например, до 2000 года в группе была женщина — демоница Слименстра Гимен, которую играла танцовщица Даниэлла Стамп. Другой постоянный персонаж — Скользкий Пи Мартини, продюсер группы, пародия на стереотипного «буржуя». В концертах также участвуют стриптизёрши.

## Состав

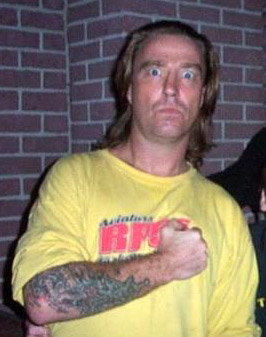
Дэйв Броки без маски. Участники GWAR не скрывают свои настоящие лица от прессы.

- Блозар (Майкл Бишоп) — вокал (1987—1993, 1998—1999, 2014 — по настоящее время)
- Бальзак Челюсти Смерти (Майк Деркс) — гитара, бэк-вокал (1988 — по настоящее время)
- Бифкейк Могучий (Кейси Орр) — бас-гитара, бэк-вокал (1994-1997, 1999—2002, 2008—2011, 2019-настоящее время)
- Джизмак Да Гуша (Брэд Робертс) — ударные, перкуссия (1989 — по настоящее время)
- Пустулус Максимус (Брент Пургасон) — гитара, бэк-вокал (2012 — по настоящее время)
- Боб Горман — бэк-вокал (1995—1996, 2014 — по настоящее время)
- Мэтт МагВайр -бэк-вокал (1995—1996, 2009 — по настоящее время)

## Дискография

### Студийные альбомы
- Hell-O (1988)
- Scumdogs of the Universe (1990)
- America Must Be Destroyed (1992)
- This Toilet Earth (1994)
- Ragnarök (1995)
- Carnival of Chaos (1997)
- We Kill Everything (1999)
- Violence Has Arrived (2001)
- War Party (2004)
- Beyond Hell (2006)
- Lust in Space (2009)
- Bloody Pit of Horror (2010)
- Battle Maximus (2013)
- The Blood of Gods (2017)